# Sitting Pretty
Sitting Pretty is een Amerikaanse komediefilm uit 1948 onder regie van Walter Lang. De film is gebaseerd op het boek Belvedere van Gwen Davenport en heeft Clifton Webb, Robert Young en Maureen O'Hara in de hoofdrollen. De film werd in Nederland uitgebracht onder de titel Mijnheer de gouvernante.

## Verhaal
Advocaat Harry en zijn vrouw Tracey vormen met hun drie kinderen een typisch Amerikaans gezin in een buitenwijk. Wanneer de oppasser stopt met haar baan omdat ze de kinderen onhandelbaar acht, neemt Tracey met enkele tegenzin Ginger aan, het buurmeisje dat een oogje heeft op Harry. Omdat zij een feestje heeft georganiseerd in huize King, wordt ze snel ontslagen. Daarop besluit Tracey een advertentie in de krant te plaatsen, en ze neemt al snel Lynn Belvedere aan. Harry en Tracey zijn in de veronderstelling dat Belvedere een vrouw is, en kijken vreemd op als een man voor hun deur blijkt te staan. De Kings komen onmiddellijk tot de conclusie dat een man geen oppas kan zijn, maar Belvedere weet met zijn superieure houding, en zelfs ondanks zijn eerlijkheid dat hij een hekel heeft aan kinderen, een proefperiode te regelen.
Al snel weet Belvedere, ondanks zijn strikte opvoeding, de kinderen voor zich te winnen. Harry moet echter niets weten van Belvedere's denigrerende opmerkingen en verzint excuus na excuus om hem te ontslaan. Tracey is echter zeer tevreden met Belvedere's manier van opvoeden, omdat de kinderen eindelijk gehoorzaam zijn. Op een avond, terwijl Harry weg is op een zakenreis, komt de nieuwsgierige buurman Clarence Appleton langs huize King en trekt overhaaste conclusies als hij Tracey en Belvedere in dezelfde ruimte ziet. In het dorp worden gauw roddels verspreid over de twee: dit bereikt uiteindelijk ook Horatio J. Hammond, Harry's baas. Hammond waarschuwt Harry dat de roddels de reputatie van het bedrijf kan schaden, wat ertoe leidt dat Harry razend terugkeert naar huis en Belvedere op staande voet ontslaat. Tracey voelt zich beledigd door het verwijt van haar echtgenoot en overtuigt hem, samen met haar kinderen, om Belvedere nog een kans te geven.
Korte tijd later treft Tracey haar oppas aan op zijn vrije dag. Het tweetal besluit naar een formeel feest te gaan en worden door Appleton en diens moeder op de dansvloer gespot. Wederom beginnen roddels zich als een lopend vuurtje te verspreiden. Harry is deze keer niet zo begripvol: hij confronteert zijn vrouw, maar Tracey is Harry's gebrek aan vertrouwen zat en verlaat het huis om bij haar moeder in te trekken. Ondertussen brengt Belvedere een boek uit gebaseerd op zijn ervaringen in de buitenwijk, getiteld Een satire op manieren en moraal gedrag in de buitenwijk, dat een nationale bestseller wordt. Hiermee schendt hij Harry's reputatie dusdanig, dat hij door Hammond wordt ontslagen. Harry herenigt met zijn vrouw en schiet Belvedere tot de verdediging als hij wordt aangeklaagd door Hammond.

## Rolverdeling
| Acteur            | Personage                |
| ----------------- | ------------------------ |
| Clifton Webb      | Lynn Belvedere           |
| Robert Young      | Harry King               |
| Maureen O'Hara    | Tracey King              |
| Richard Haydn     | Meneer Clarence Appleton |
| Louise Allbritton | Edna Philby              |
| Randy Stuart      | Peggy                    |
| Ed Begley         | Horatio J. Hammond       |
| Larry Olsen       | Larry King               |
| John Russell      | Bill Philby              |
| Betty Lynn        | Ginger                   |
| Willard Robertson | Meneer Ashcroft          |

## Achtergrond
In september 1947 werd aangekondigd dat John Payne en Celeste Holm in de film tegenover Clifton Webb en Maureen O'Hara zouden verschijnen. Payne en Holm trokken zich later terug van de productie. De eerste draaidag begon op 29 oktober 1947 en eindigde na zeven weken. Fotograaf Loomis Dean bezocht tijdens de opnamen de set van de film en fotografeerde Webb samen met de toen nog onbekende actrices Marilyn Monroe en Laurette Luez. Monroe noch Luez zijn in de film te zien.
Webb kreeg vrijwel uitsluitend positieve kritieken voor zijn vertolking van Belvedere en de film werd een daverend succes: Sitting Pretty bracht in de Verenigde Staten $4 miljoen op tegenover een budget van $1,3 miljoen. Omwille het succes zijn twee vervolgfilms uitgebracht: Mr. Belvedere Goes to College (1949) en Mr. Belvedere Rings the Bell (1951). De filmstudio wilde nog drie extra vervolgfilms maken, maar Webb sloeg dit aanbod af.

## Prijzen en nominaties
| Jaar | Prijs                         | Categorie                            | Genomineerde(n) | Uitslag     |
| ---- | ----------------------------- | ------------------------------------ | --------------- | ----------- |
| 1949 | Academy Awards                | Beste Acteur                         | Clifton Webb    | Genomineerd |
| 1949 | Photoplay Awards              | Gouden Medaille                      | Sitting Pretty  | Gewonnen    |
| 1949 | Writers Guild of America, USA | Beste Geschreven Amerikaanse Komedie | F. Hugh Herbert | Gewonnen    |